# Assar
Assar ist ein schwedischer männlicher Vorname.

## Bekannte Namensträger

### Vorname
- Assar Gabrielsson (1891–1962), schwedischer Unternehmer, Mitbegründer von Volvo
- Assar Lindbeck (1930–2020), schwedischer Wirtschaftswissenschaftler
- Assar Rönnlund (1935–2011), schwedischer Skilangläufer

### Familienname
- Abdul Ghafoor Assar, afghanischer Fußballtorwart
- Abdul Ghani Assar (* 1923), afghanischer Fußballspieler
- Khalid Assar (* 1992), ägyptischer Tischtennisspieler
- Mohammed al-Assar (1946–2020), ägyptischer Politiker, Staatsminister
- Omar Assar (* 1991), ägyptischer Tischtennisspieler